# Еріосиці
Еріосиці, Еріозіце (Eriosyce Phil. (1872)) — рід сукулентних рослин з родини кактусових.

## Етимологія

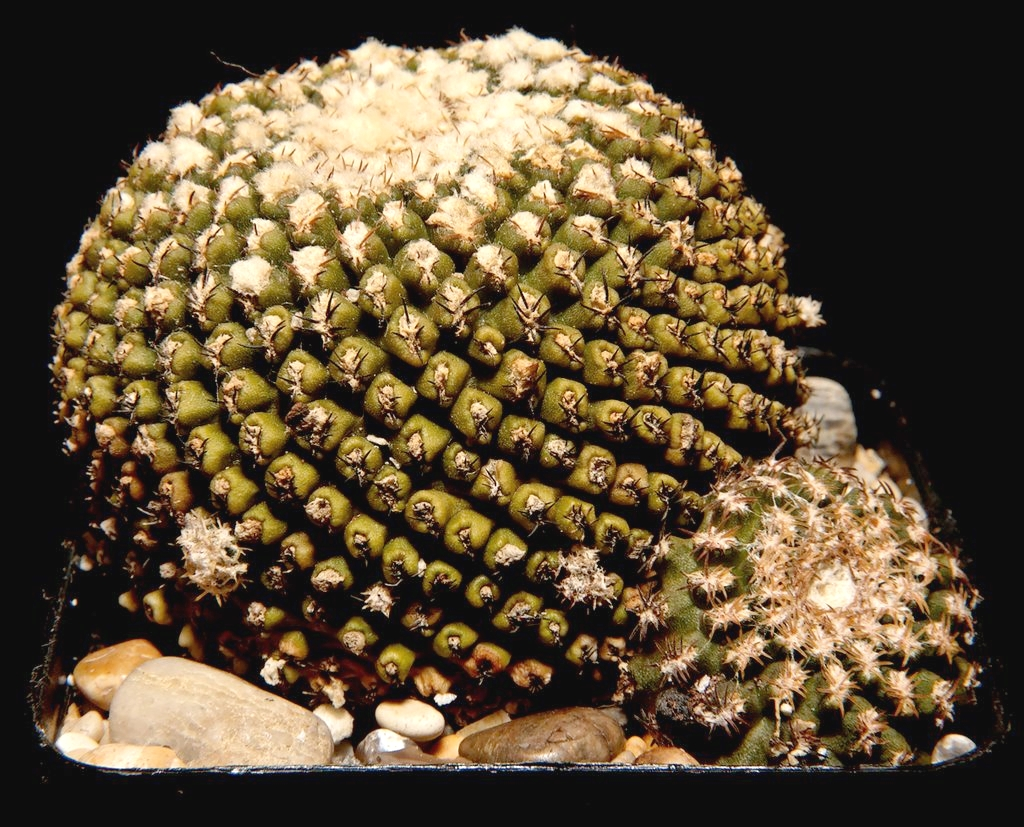
Eriosyce odieri

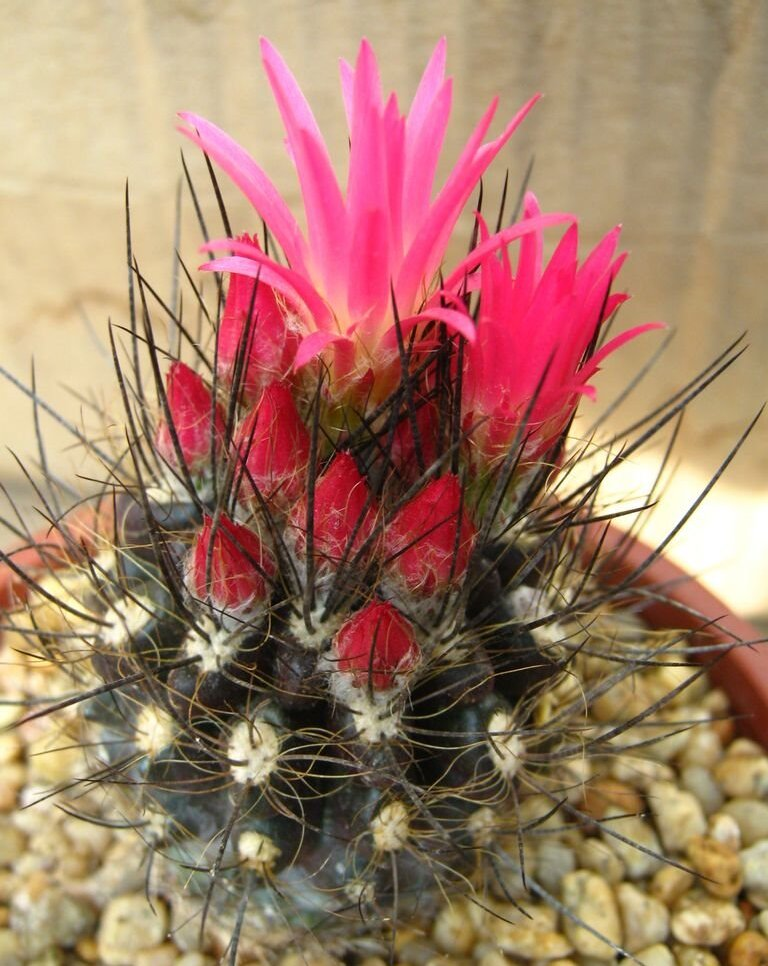
Eriosyce villosa

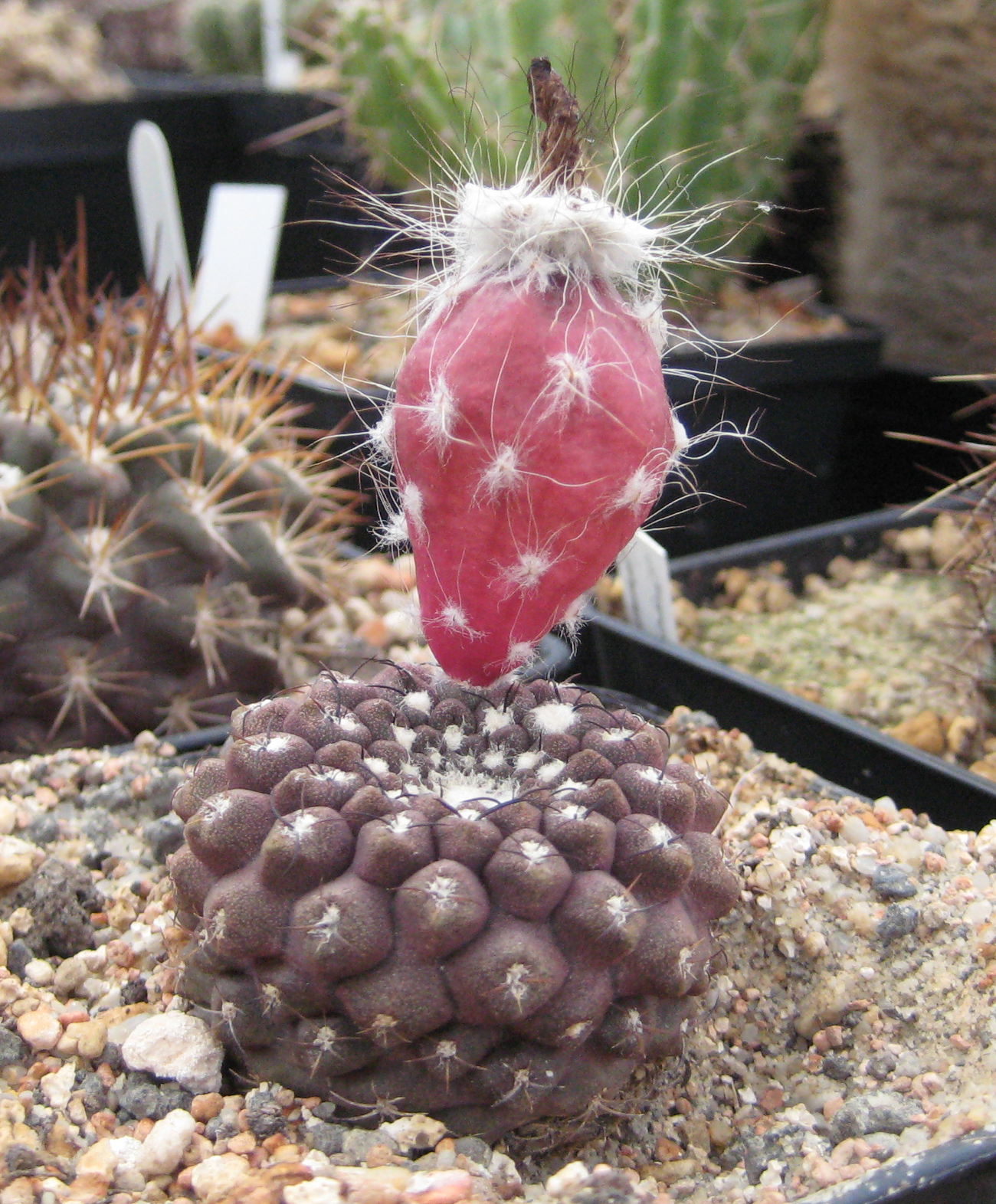
Eriosyce esmeraldana

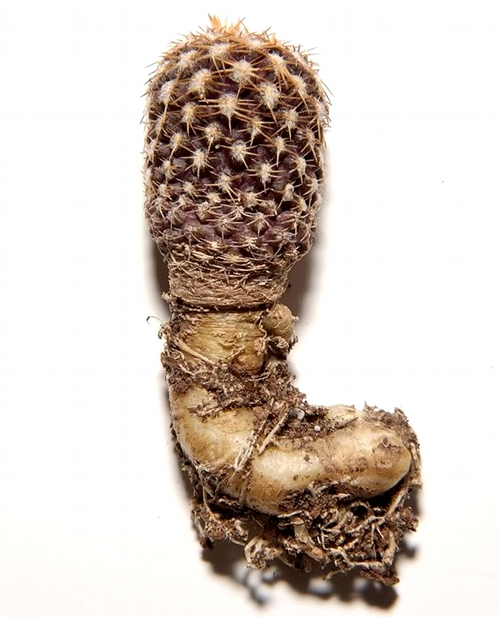
Eriosyce napina

Назва складається з грец. «erion» — вовна і «sycon» — смоква. Це пов'язано з тим, що плоди рослин за зовнішнім виглядом схожі з голими плодами тутових дерев, але оповиті шерстистими м'якими колючками.

## Синоніми
- Ceratistes Labour.
- Chileniopsis Backeb.
- Chileocactus Frič
- Chileorebutia F.Ritter
- Delaetia Backeb.
- Dracocactus Y.Itô
- Euporteria Kreuz. & Buining
- Hildmannia Kreuz. & Buining
- Horridocactus (укр. Хорідокактус)[2][3] Backeb.
- Islaya (укр. Іслайя)[3] Backeb.
- Neochilenia (укр. Неочіленія)[2][3] Backeb. ex Dölz
- Neoporteria (укр. Неопортерія)[2][3] Britton & Rose
- Neotanahashia Y.Itô
- Nichelia Bullock
- Rodentiophila F.Ritter ex Backeb.
- Thelocephala Y.Itô

## Опис
Стебло кулясте або дещо видовжене, велике. На колір від зеленого до сіро-блакитного. Багато видів мають стрижневе коріння, і більшість з них схильні до гниття, і, зокрема карликові види. Ґрунт, що використовується, повинен мати відмінний дренаж.

## Ареал
Чилі, Перу, Аргентина. На схилах Анд вони можуть підійматися на висоту до 2 000 м над рівнем моря.

## Систематика
Рід був описаний Рудольфом Філіппі у 1872 році. Eriosyce був колись дуже малочисленим родом. Але в кінці 20 ст. за висновками, зробленими Робочою групою IOS (Міжнародна організація з вивчення сукулентів), рід Eriosyce поповнився низкою до недавнього часу самостійних родів, які стали його синонімами. Цей рід включає Chileorebutia, Delaetia, Horridocactus, Islaya, Neochilenia, Neoporteria, Pyrrhocactus, Rodentiophila, і Thelocephala.
Сучасна систематика роду базується на дослідженнях Фреда Каттермана, Роберта Волласа, Рето Ніффелера і Урса Егглі.
Вважається, що рід налічує 35 видів.

## Догляд та утримання
Влітку потребують багато світла, свіжого повітря і помірного зволоження. Взимку поливають дуже обмежено і утримують при температурі близько 10 °C. Землесуміш має бути поживною із значною кількістю (до 30 %) великозернистого піску і щебеню, pH — близько 5,8. Розмножують насінням. Сіянці ростуть повільно.